# Polyarylamid
Bei Polyarylamid (kurz PARA oder MXD6) handelt es sich um einen Hochtemperaturthermoplast aus der Familie der Polyamide.

## Eigenschaften
Es zeichnet sich, wie alle aromatischen und semi-aromatischen Polyamide, durch eine sehr hohe Steifigkeit aus. Speziell mit Glasfaserverstärkungen bis 60 % lassen sich Bauteile erzeugen, die in ihren Eigenschaften Druckgussbauteilen entsprechen.
Speziell diese Eigenschaften machen PARA besonders:
- niedrigste Feuchteaufnahme unter den aliphatischen und semi-aromatischen Polyamiden,
- hohe Dimensionsstabilität,
- sehr gute Oberflächenqualität von Bauteilen und
- sehr gute Spritzbarkeit und mögliche Wandstärken bis 0,5 mm.

## Verwendung
Aufgrund der hohen Belastbarkeit und sehr guten Oberflächenqualität wird das Material für beanspruchbare Medizingegenstände genutzt.
Auch Leichtbauteile (Ersatz von Zink- und Aluminiumdruckguss) sind Applikationen.

## Handelsnamen
| Hersteller                           | Marken       |
| ------------------------------------ | ------------ |
| Solvay                               | Ixef®        |
| Mitsubishi Engineering Plastics, MGC | Reny®        |
| Akro Compounds                       | AKROLOY®PARA |
| TER Plastics                         | TEREZ®GT2    |